# Prix de l'État
Le prix de l'État ou prix fondé par l’État est un prix décerné par l'Académie des sciences. Créé en 1795,  institué par la Convention nationale (loi du 3 brumaire an IV sur l’organisation de l’instruction publique), il est inscrit au budget de l’État. C'est un prix annuel doté de 15 000 € en tant que prix en mathématiques, physique, mécanique, informatique et sciences de la Terre et de l'Univers et de 7 600 € en tant que prix en chimie et sciences du vivant. Dans le domaine de la physique, il est quadriennal. 

## Lauréats
Les listes de lauréats de l'Académie ne font pas la distinction entre le prix de l'État et le prix fondé par l'État. Il figure dans la catégorie des « grands prix » de l'Académie. 
- 2023 : Nicolas Bergeron[2]
- 2022 : Christophe Plomion[3]
- 2021 : Marie-Hélène Schune[4]
- 2020 : Anna Proust, professeure à Sorbonne université, à l’Institut parisien de chimie moléculaire (Sorbonne Université/CNRS)[5].
- 2019 : Michela Varagnolo et Éric Vasserot[6]
- 2018 : Christian Giaume et François Michel[7]
- 2017 : Pierre Le Doussal[8]
- 2016 : Christian Serre[9]
- 2015 : Yves Guivarc'h[10]
- 2013 : Andreas Hoecker
- 2012 : Michel Ephritikhine
- 2011 : Bernard Helffer[11]
- 2010 : Richard Miles
- 2009 : François Amiranoff, Victor Malka, Patrick Mora
- 2008 : Anny Jutand
- 2007 : Nicolas Burq
- 2006 : Hervé Sentenac
- 2005 : Jean-Michel Gérard
- 2004 : Joël Moreau
- 2003 : Louis Boutet de Monvel
- 2002 : Émile Miginiac
- 2001 : Camille Cohen
- 2000 : Jean-Paul Behr
- 1999 : Bernard Maurey
- 1998 : Pierre Gadal
- 1997 : Jean-Loup Gervais
- 1996 : Jean-Michel Bony
- 1995 : Jean Talairach
- 1994 : Roger Cayrel
- 1993 : Jacques Taxi
- 1992 : Gilles Pisier
- 1991 : Maurice Israël
- 1990 : Jean-Pierre Hansen
- 1989 : Francis Durst
- 1988 : Franck Laloë
- 1987 : Jean Normant
- 1986 : Claude Lorius
- 1985 : Stratis Avrameas
- 1984 : Yves Meyer
- 1983 : Jean-Charles Schwartz
- 1982 : Evry Schatzman
- 1981 : Lionel Salem
- 1980 : Jean-Pierre Kahane
- 1979 : Marc Fellous
- 1978 : Noël Felici
- 1977 : Hélène Charniaux-Cotton
- 1976 : Jacques Tits
- 1975 : Marcel Bessis
- 1974 : André Martin
- 1973 : Pierre Douzou
- 1972 : Pierre Lelong
- 1971 : Pierre Chatelain
- 1970 : René Thom
- 1969 : Xavier Duval
- 1968 : Gustave Choquet
- 1967 : Jean Dausset
- 1966 : André Guinier
- 1965 : René Wurmser
- 1964 : Laurent Schwartz
- 1963 : Pierre Nicolle
- 1962 : Jacques Dixmier
- 1961 : Albert Policard
- 1960 : Szolem Mandelbrojt
- 1936 : Maurice Gevrey